# Hannes Swoboda
Hannes Swoboda (* 10. listopadu 1946 Bad Deutsch-Altenburg) je rakouský sociálně demokratický politik, člen SPÖ, který v letech 1996–2014 působil jako poslanec Evropského parlamentu. Od ledna 2012 do června 2014 byl předsedou frakce Pokrokového spojenectví socialistů a demokratů. Je také členem Evropské rady pro zahraniční vztahy (ECFR).

## Kariéra

### Lokální politika
Po studiu práv a ekonomie na Vídeňské univerzitě působil v letech 1971–1986 jako člen Hospodářské komory ve Vídni, kde zastával funkci ředitele odboru pro městskou a bytovou politiku. Současně vykonával řadu funkcí v rámci Sociálně demokratické strany Rakouska (SPÖ). Od roku 1983 byl členem městské rady a zastupitelstva Vídně. V roce 1988 se stal městským radním a zemským ministrem odpovědným za městský rozvoj, plánování, dopravu a vnější vztahy. Swoboda je členem spolkového předsednictva SPÖ a vídeňského předsednictva strany.

### Evropský parlament (1996–2014)
V Evropském parlamentu byl členem Výboru pro zahraniční věci, kde působil jako zpravodaj pro Rusko, náhradník ve Výboru pro energetiku, výzkum a průmyslovou politiku, člen Delegace pro vztahy se Spojenými státy americkými a Delegace pro parlamentní kooperaci ve Střední Asii.
Od roku 1997 zastával funkci místopředsedy delegace Evropského parlamentu pro vztahy s jihovýchodní Evropou. Velká část jeho parlamentní činnosti byla zaměřena na oblast Balkánu – byl předsedou parlamentní pracovní skupiny pro západní Balkán, dále na Blízký východ, Turecko a Maghreb. Působil také jako zpravodaj pro přistoupení Chorvatska k Evropské unii. V prosinci 2011 doporučil Evropskému parlamentu přistoupení Chorvatska do EU, který tento krok většinově schválil. Vedle toho se v rámci Výboru pro zahraniční věci věnoval i otázkám Střední Asie a Ruska.
V květnu 2013 vyvolal kritiku skupin odporujících tehdejšímu tureckému premiérovi Recepu Erdoğanovi, když zrušil plánované setkání s tureckým opozičním vůdcem Kemalem Kılıçdaroğluem kvůli kontroverznímu prohlášení tohoto politika.

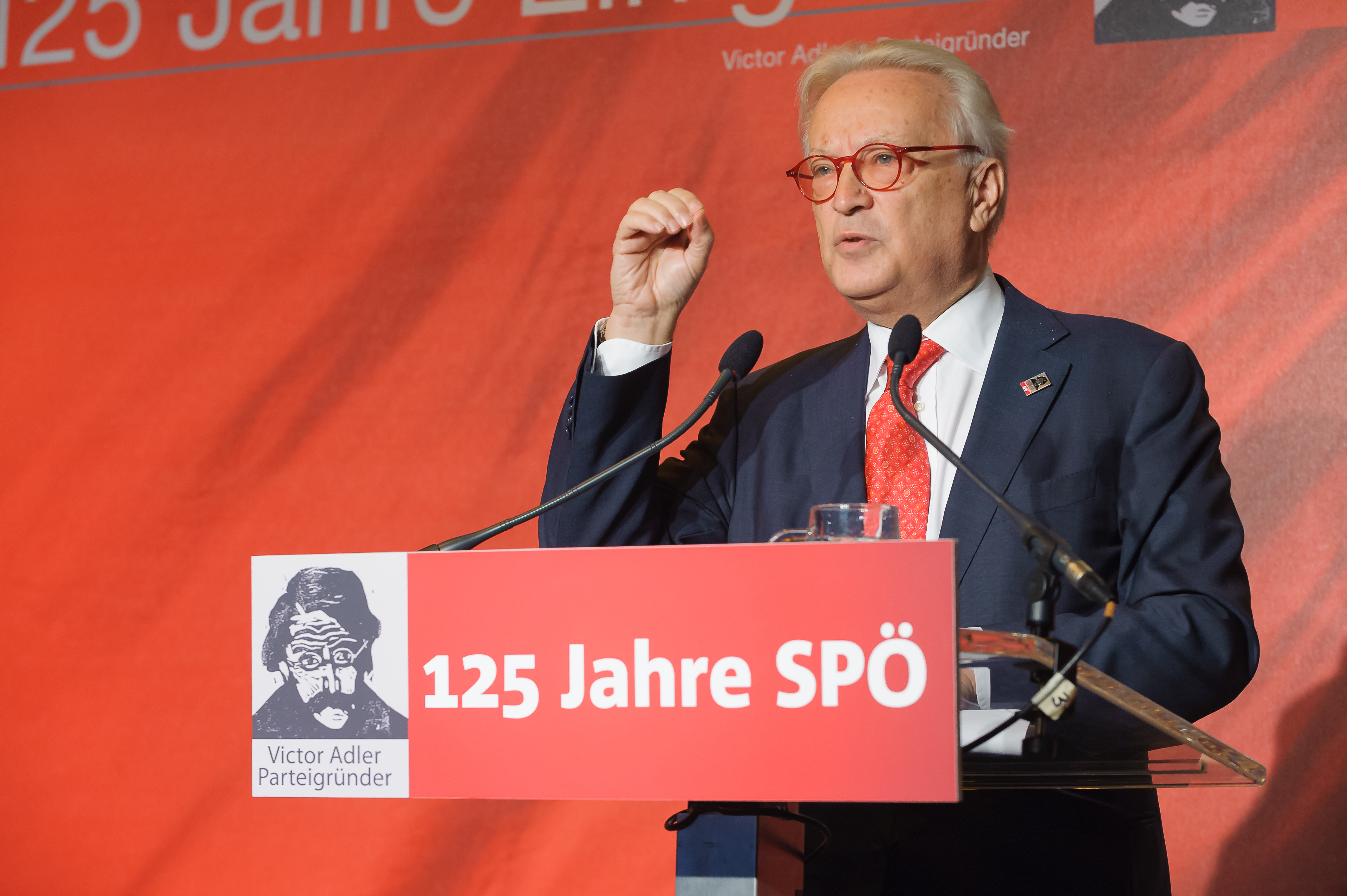
Swoboda na sjezdu S&D v Malaze, 2014

Po působení ve funkci předsedy rakouské delegace sociálních demokratů v Evropském parlamentu se Swoboda stal prvním místopředsedou frakce Pokrokové spojenectví socialistů a demokratů v Evropském parlamentu a jejím parlamentním sekretářem.

## Politické názory
Kromě svého působení v zahraničních věcech se Swoboda věnoval také hospodářské politice a otázkám sociální inkluze, stejně jako boji proti rostoucímu pravicovému extremismu v Evropě. Zabýval se otázkou diskriminace Romů v Evropě a absolvoval několik zjišťovacích misí, aby se seznámil s jejich situací. Své zkušenosti shrnul v knize Roma – evropská menšina.
Je rovněž členem parlamentní pracovní skupiny Poradního sboru iniciativy „A Soul for Europe“, která buduje mezinárodní síť se základnami v Amsterdamu, Berlíně, Bělehradě, Bruselu, Portu a Tbilisi. Evropskou integraci podpořil i podpisem Manifestu Spinelliho skupiny.

## Osobní život
Jeho manželkou je bývalá rakouská státní tajemnice pro evropské záležitosti a někdejší členka představenstva společnosti Siemens, Brigitte Edererová. Ve volném čase se rád věnuje malířství a fotografii.

## Dílo (výběr)
Knižní publikace
- Hannes Swoboda, Jan Marinus Wiersma (eds.): Politics of the Past: The Use and Abuse of History. Brusel, 2009.
- Hannes Swoboda, Jan Marinus Wiersma (eds.): Peace and Disarmament: A World without Nuclear Weapons? Brusel, 2009.
- Hannes Swoboda, Jan Marinus Wiersma (eds.): Democracy, Populism and Minority Rights. Brusel, 2008.
- Hannes Swoboda, Christophe Solioz (eds.): Conflict and Renewal: Europe Transformed. Essays in Honour of Wolfgang Petritsch. Nomos, Baden-Baden, 2007.

Zprávy v Evropském parlamentu
- Řada zpráv k procesu přistoupení Chorvatska k Evropské unii do roku 2011.
- Zpráva o pokroku Chorvatska v roce 2006, Výbor pro zahraniční věci, březen 2007.
- Zpráva k návrhu nařízení Rady, kterým se mění nařízení Rady (ES) č. 1080/2000 ze dne 22. května 2000 o podpoře Prozatímní správní mise OSN v Kosovu (UNMIK) a Úřadu vysokého představitele v Bosně a Hercegovině (OHR) – Výbor pro zahraniční věci, lidská práva, společnou bezpečnostní a obrannou politiku, listopad 2003.
- Zpráva o systému ekobodů pro nákladní vozidla v tranzitu přes Rakousko, Výbor pro regionální politiku, dopravu a cestovní ruch, červenec 2001.
- Zpráva o pomoci EU Turecku v rámci předvstupní strategie a o dohodě o přistoupení, Výbor pro zahraniční věci, lidská práva, společnou bezpečnostní a obrannou politiku, únor 2001.
- Zpráva o licenci železničních podniků (změna směrnice 95/18/ES), přidělování kapacity a výběru poplatků, Výbor pro regionální politiku, dopravu a cestovní ruch, leden 2001.
- Zpráva o vyjednávání stabilizační a asociační dohody s bývalou jugoslávskou republikou Makedonie, Výbor pro zahraniční věci, lidská práva, společnou bezpečnostní a obrannou politiku, únor 2000.
- Zpráva o licenci železničních podniků (změna směrnice 95/18/ES), přidělování kapacity a výběru poplatků, Výbor pro dopravu a cestovní ruch, únor 1999.
- Zpráva o budoucím vývoji vztahů s Tureckem (sdělení Komise Radě), Výbor pro zahraniční věci, bezpečnostní a obrannou politiku, listopad 1998.